# VK 45.01 (P)
Der Panzerkampfwagen VI (Porsche) oder auch VK 45.01 (P) war zur Zeit des Zweiten Weltkrieges ein vom Büro des Ferdinand Porsche in Eigeninitiative und in Kooperation mit einigen Unternehmen der Rüstungsindustrie entwickelter schwerer Panzer, der jedoch von der Wehrmacht nicht eingeführt wurde. Das Heereswaffenamt beteiligte sich jedoch an dieser Initiative durch teilweise Kostenübernahme.
Es wurden einige Prototypen gebaut, erprobt und von der Wehrmacht später verwendet.

## Namensgebung
Bei den Entwicklungsprojekten der deutschen Rüstungsindustrie und des Heereswaffenamtes war es im Zweiten Weltkrieg üblich, „sprechende“ Projektbezeichnungen zu verwenden. Diese setzten sich aus verschiedenen Konstruktionsmerkmalen zusammen. Das „VK“ für „Versuchskonstruktion“, die „45“ für das angestrebte Gewicht und die „01“ für die erste von verschiedenen Varianten. Häufig findet man auch die vereinfachte Bezeichnung „VK 4501“. Weitere Projekte dieser Art sind in der Übersicht zum Vskfz. Nummernkreis einsehbar.

## Hintergrund
Am 3. September 1939 wurde der technische Ingenieur Ferdinand Porsche zum Vorsitzenden der deutschen Panzerkommission berufen. Dieses Gremium aus technischen Experten und Vertretern der Rüstungsindustrie sollte die Entwicklungsarbeit der verantwortlichen Abteilung WaPrüf 6 des Heereswaffenamtes unterstützen und neue Vorschläge für die Entwicklung von Panzern unterbreiten.
In dieser Funktion erfuhr Porsche im Herbst 1941 von den Aufträgen des Heereswaffenamtes an die Unternehmen Henschel und Daimler-Benz einen schweren Panzer in der 30- beziehungsweise 20-Tonnen-Klasse zu entwickeln. Es gelang Porsche ebenfalls einen unabhängigen Entwicklungsauftrag für einen Panzer in der Klasse 25- bis 30-Tonnen zu erhalten und sein Büro, die Dr. Porsche K.G., vereinbarte für die Entwicklung des Gefechtsturmes eine Zusammenarbeit mit dem Unternehmen Krupp.

## Projektverlauf
Das an Porsche vergebene Projekt war nicht an Vorgaben des Heereswaffenamtes gebunden. Sein Ingenieursbüro hatte die Freiheit neue technische Lösungen auszuprobieren und es dürfte entsprechend den Vorlieben von Porsche gearbeitet werden. Infolgedessen wurde es möglich, die von Porsche bevorzugten luftgekühlten Motoren, einen innovativen benzin-elektrischen Antrieb und ein hydraulisches Getriebe zu nutzen.

### Porsche Typ 100 (VK 30.01)
Das Projekt Typ 100  begann am 5. Dezember 1939 mit einer groben Berechnung von Oberingenieur Karl Rabe. Aus diesen Vorgaben erstellte ein weiterer Mitarbeiter, Herr Reimspiess, am 9. September eine Entwurfszeichnung. In einer darauffolgenden Besprechung 1940 mit der Abteilung WaPrüf 6 wurde erstmals auf die grundsätzlichen Beschränkungen bei Panzerfahrzeugen hingewiesen, die sich zum Beispiel aus erforderlichen Eisenbahntransporten, durch vorhandene Bergungsmittel und den Platzbedarf der Besatzung ergaben.  Die Firma Krupp erfuhr im Februar 1941 durch das Heereswaffenamt von dem Porsche Projekt und bot die Fertigung eines Turmes mit einer 8,8-cm-KwK L/56 an. Mit einer von Krupp gelieferten Dokumentation wurde eine Entwurfszeichnung am 5. März 1941 vorgelegt.
Das Büro von Porsche vergab in der Folge Aufträge an weitere Firmen. An Krupp in Essen für die Fahrzeugwanne, an Steyr in Österreich für die luftgekühlten Motoren, an Siemens-Schueckert für die elektrischen Bauteile, an die ASAP (zuvor Skoda) für Fahrwerksteile und Ketten und an die Nibelungenwerke für die Endmontage der Fahrzeugwanne.
Das Entwicklungsteam entschied sich für zwei 210-PS-Zehnzylinder-Motoren, die nebeneinander im Heck des Fahrzeugs montiert wurden. Die Steuerung des Fahrzeugs war elektrisch. Um innerhalb des Fahrzeugs Platz zu sparen, wurde die Torsionsfederung mit Kniehebelgelenken für jeweils ein Laufrollenpaar gewählt. Die jeweils 6 Laufrollen pro Fahrzeugseite hatten einen Durchmesser von 700 mm inklusive der Gummierung. Das Triebrad für die 50 cm breite Kette saß, wie bei deutschen Kampfwagen üblich, vorne. Die Fahrzeugwanne hatte eine Länge von 6,3 m und die Kanone ragte 3,06 m über die Wanne nach hinaus. Das Fahrzeug war 1,96 m breit und mit Turm 2,87 m hoch. Am 22. April 1941 galt der Grundentwurf als abgeschlossen.
Schon im März 1941 hatte Krupp das Entwicklungsbüro über die Leistungsparameter der 8,8-cm-KwK und zum Vergleich über eine alternativ einbaubare 10-cm-Kanone L/52 informiert. Bis April 1941 wurde von Krupp ein Holzmodell des Turms gefertigt und weitere Vorschläge für die Bewaffnung gemacht. So kam eine 8,8-cm-KwK mit größerer Patronenkammer und damit mit höherer V° ins Gespräch. Am 24. April stand fest, dass die 8,8-cm-KwK L/56 eingebaut wird. Zu diesem Zeitpunkt war vorgesehen, dass Funker und Fahrer keine eigenen Luken erhalten, sondern über die Turmluken Ein- und Aussteigen sollten. Nach einer Besprechung Anfang Mai sollte das Modell des Turms am 20. Mai fertig sein und von Steyr abgeholt werden, schon am 19. Mai mahnte das Büro von Porsche an, dass wichtige Detailzeichnungen von Krupp zum Einbau der Inneneinrichtung des Turms fehlten, was das Projekt verzögere.
Am 24. Mai 1941 wurde das Modell des Turms von Krupp an die Nibelungenwerke in St. Valentin verschickt. Doch die Bestellung dreier Panzerwanne durch die Nibelungenwerke bei Krupp, die von November 1941 hätten ausgeliefert werden sollen, wurde danach gestrichen. Stattdessen ging im Mai ein Auftrag für „Probewannen“ in Weichstahlausführung an das neue Eisenwerk Oberdonau in Linz. Im Juli 1941 wurde eine Wanne VK 30.01 (P) vom Waffenamt abgenommen. Die neuen Steyr Motoren trafen am 14. und 30. Juli in Stuttgart bei Porsche ein und wurden nach Probeläufen für den Einbau an das Nibelungenwerk geschickt.
Im Sommer 1941 erfolgte dann, mit einer aufgesetzten Turmattrappe eine Fahrerprobung des VK 30.01 (P). Defacto war das Gewicht längst im Bereich des VK 45.01 (P) angekommen. So dass man seitens des Heeresamtes auf dieses bereits gestartete Projekt wechselte.

### Porsche Typ 101 (VK 45.01)
Die Entwicklungsgeschichte des VK 45.01 (P) beginnt mit einer Besprechung der Projekte für schwere Panzer am 26. Mai 1941 bei der Adolf Hitler einige Vorgaben macht, welche für die Entwicklungsgruppe von Porsche bedeutete, dass ein neues Projekt, der Typ 101, begonnen wurde. Dabei wurde eine Frontpanzerung von 100 mm Stärke verlangt, die 8,8-cm-Kanone sollte beibehalten, aber ihre Durchschlagleistung auf 100 mm bei einer Entfernung von 1500 m zum Ziel gesteigert werden und sowohl das Henschel- als auch das Porsche-Projekt sollten so weitergeführt werden, dass im Sommer 1942 jeweils sechs Prototypen verfügbar waren.
Ein genaues Datum zu dem Porsche das Projekt Typ 101 begann, kann heute nicht mehr festgestellt werden, doch es ist bekannt, dass seitens Porsche, der eigentliche Unterschied zum Typ 100 die Motorisierung war. Am 21. Juni 1941 kam eine Anfrage vom Heereswaffenamt, ob die 8,8-cm-Flak 41 eingebaut werden könne. Dies wurde jedoch im September 1941 von Porsche verneint. Das erste bekannte Porsche-Dokument, welches den Typ VK 45.01 erwähnt stammt vom 4. Oktober 1941. Nachdem jedoch wohl bereits im Juli mit der Änderung der Entwürfe des VK 30.01 (P) begonnen wurde, machte Krupp bereits am 1. Juli einen Vermerk bezüglich eines neuen Typen VK 4501 (P) in den eigenen Unterlagen, welcher auf die Dringlichkeit hinwies. Es gab einen neuen Stempel für alle Unterlagen: "Führerauftrag" - "4501P" - Termine müssen unbedingt eingehalten werden!
Faktisch überarbeitet die Entwicklungsgruppe des Porsche Büros den Entwurf des VK 30.01 (P) nur in geringem Umfang, abgesehen von des Antriebsstrangs ins Fahrzeugheck und die hierdurch bedingte weitere Positionierung des Turmes nach vorn. Anpassungen an die neue Motorisierung, die geforderte stärkere Panzerung, Wegfall der seitlichen Notausstiege und Verbesserungen bei der Lüftung ergänzten die Änderungen. Ergänzt wurden diese Änderungen letztlich durch Änderungen im Fahrwerk. Es wurden gummisparende 700 mm Laufrollen eingeführt, die Kette wurde ausgetauscht und die Stützlaufrollen entfielen.
Der Turm des Typ 101 entsprach dem von Krupp für den Typ 100 entwickelten. Die Hufeisenform mit einer starken Frontblende hatte auf der einen Seite eine größere Ausbuchtung als auf der anderen. Der Turm war vorn niedriger als die spätere Ausführung des Tiger I und hatte, um den gleichen Höhenrichtbereich zu erreichen, in der Mitte eine von vorn nach hinten laufende gewinkelte Kuppe, bei der das vordere Blech bis zur Kommandantenkuppel anstieg, dann horizontal verlief und hinter der Kommandantenkuppel wieder abfiel. Dies war erforderlich, um in Hinterhangstellungen mit negativen Winkelgruppen schießen zu können. Der Richtschütze arbeitete mit dem binokularen Turmzielfernrohr 9b und hatte links einen Sichtblock für die seitliche Beobachtung. Genauso hatte der Ladeschütze einen Sichtblock nach rechts.
Aufgrund von Zweifeln an der Zuverlässigkeit von mechanischen Getrieben bei schweren Panzern wollte das Entwicklungsteam von Porsche noch einen weiteren Typen mit hydraulischem Getriebe produzieren, den Typ 102. Am 23. März 1942 wurde bei einem Treffen in Stuttgart-Zuffenhausen eine Produktionsplanung an Krupp gegeben, welche 50 Fahrzeuge vom Typ 101 und weitere 50 vom Typ 102 vorsah.
Angesichts der Dringlichkeit des Projekts war schon am 22. Juli 1941 ein Auftrag über die Fertigung von 100 Panzerwannen des VK 45.01 (P) an Krupp gegangen. Einen Tag später waren die entsprechenden 100 Türme bei Krupp bestellt worden. Die Nibelungenwerke hatten den Auftrag für die Endmontage erhalten, die Firma Wolf-Buckau einen Vertrag zur Lieferung von 100 KwK (8,8-cm), Simmering-Graz-Pauker eine Bestellung der Motoren für den Typ 101 und Siemens-Schuckert für die elektrischen Antriebsbaugruppen.
Mit größten Anstrengungen der Industrie konnte am 20. April 1942 Hitler zu seinem Geburtstag ein Prototyp vorgeführt werden. Doch in den folgenden Wochen zeigten sich die Folgen der eiligen Entwicklung und in fast allen Antriebsbereichen musste nachgebessert werden. Im Juni 1942 wurde der Prototyp 2 für eine Fahrerprobung nach Kummersdorf überführt und versagte dort. Der Vertreter des Heereswaffenamtes, Oberbaurat Kniepkamp vermerkte im Bericht von 03. Juli: Die Motoren haben nur 100 km gehalten und einer verbrauchte dabei 85 Liter Öl (!) und der andere 55 Liter. Nachdem der Bericht der deutschen politischen Führung vorgelegt worden war, stimmten Hitler und Reichsminister Speer sich ab, was zu der Stellungnahme führte, dass die schweren Panzer im Herbst 1942 funktionsfähig sein sollten und solche extrem schweren Fahrzeuge behutsame und gut ausgebildete Fahrer benötigten.
Am 27. August machte sich Minister Speer bei einem Vergleichsfahren im Nibelungenwerk selbst ein Bild. Im August 1942 wurde nach der Montage eines Prototyps und 5 weiterer Fahrzeuge die Fertigung kurz unterbrochen, um Änderungen an Motor und Fahrwerk zu implementieren. Während fünf VK 45.01 (P) auf dem Truppenübungsplatz Döllersheim zur Schulung verwendet wurden, fehlten Teile zur Komplettierung weiterer Fahrzeuge. Diese trafen erst im Lauf des September ein und ermöglichten die Fertigstellung von 3 weiteren Fahrzeugen.
Ein Treffen am 30. September bei dem Vertreter der Abteilung WaPrüf 6, der Nibelungenwerke, des Büro Porsche und der Panzer-Abteilung-503 teilnahmen, ergab, dass die Fahrzeuge in Döllersheim nur als Versuchsfahrzeuge gelten sollten und eine offizielle Abnahme durch das Waffenamt erst bei Beginn der Serienfertigung erfolgen sollte. Am 14. Oktober wurde Krupp mitgeteilt, dass die Fertigung der 100 Porsche Panzer bis auf Weiteres ausgesetzt sei. Noch ein Fahrzeug war im Oktober fertig geworden. Ende des Monats würde eine Vergleichserprobung auf dem Truppenübungsplatz Berka bei Eisenach erfolgen und danach am 2. November eine Vorführung bei der Panzerkommission und am 3. November beim Reichsminister Speer.
Die eigentlichen Versuchsfahrten erfolgten erst zwischen dem 8. und 12. November. Die Berichte zu diesen Versuchen sind bisher nicht gefunden worden, fest steht jedoch, dass sowohl der Porsche- als auch der Henschel-Typ mit Problemen kämpften. Als Endpunkt für das Panzerkampfwagen Projekt von Porsche gilt allgemein eine Konferenz mit Hitler am 22. November 1942. Hier wurde bestimmt, dass die verbliebenen 90 Fahrgestelle VK 45.01 (P) für den Bau von schweren Sturmgeschützen mit einer 8,8-cm-Kanone L/71 verwendet werden würden.
Die komplettierten Fahrgestelle wurden dann ab November bei der Firma Alkett zu Panzerjägern Tiger (P) Ferdinand umgebaut.

### Verwendung
Als Einzelstück wurde der VK 45.01 (P) mit der Fahrgestellnummer 150013 als Befehlspanzer bei der schweren Panzerjäger-Abteilung 653 eingesetzt, weil die Einheit gleichzeitig den „Ferdinand“/„Elefant“ einsetzte und so eine entsprechende Wartung und Ersatzteilversorgung gewährleisten konnte.
Weitere fünf der komplett fertig gestellten Fahrzeuge wurden auf dem Truppenübungsplatz Döllersheim zu Test- und Ausbildungszwecken verwendet.
Von August bis September 1943 wurden wiederum drei dieser Fahrzeuge zu Bergepanzern Tiger (P) umgerüstet.